# Cagumo
Cagumo (Kagumo) é uma localidade do Quênia situada na antiga província Central, no condado de Quiriniaga. Segundo censo de 2019, havia 3 673 habitantes.